# Usermod
usermod – polecenie służące do modyfikowania kont użytkowników w systemach uniksowych oraz linuksowych.

## Składnia poleceniausermod
Modyfikowanie nowego użytkownika odbywa się poprzez wpisanie polecenia:
```
     usermod [-A method | DEFAULT] [-c komentarz] [-d katalog_domowy [-m]] [-e data_wygaśnięcia] [-f czas_nieaktywności] \
     [-g początkowa_grupa] [-G grupa[,...]] [-s powłoka] [-u id_użytkownika [ -o]] [-p zakodowane_hasło] [-L|-U] \
     [-l nowa_nazwa_użytkownika] nazwa_użytkownika
```

## Opis opcji poleceniausermod
| Argument                  | Znaczenie |
| ------------------------- | --- |
| -A metoda_dostępu DEFAULT | metoda uwierzytelniania użytkownika, nie wybranie żadnej metody skutkuje wybraniem domyślnej. |
| -c komentarz              | nowa wartość dla pola komentarza w pliku haseł. |
| -d katalog domowy         | ustawienie nowego katalogu domowego dla użytkownika, jeżeli zostanie użyta opcja -m to zawartość aktualnego katalogu domowego zostanie przeniesiona do nowego. |
| -m                        | ustawienie tej opcji spowoduje, że katalog domowy użytkownika zostanie przeniesiony do nowo utworzonego. |
| -e data_wygaśnięcia       | data, od której konto użytkownika zostanie zablokowane (wyłączone), datę należy podać w formacie YYYY-MM-DD, gdzie YYYY to rok, MM miesiąc w postaci dwucyfrowej tzn. np. maj to 05, dzień tak jak miesiąc również w postaci dwucyfrowej.                                |
| -f czas_nieaktywności     | ustawienie liczby dni, po której konto ma być definitywnie wyłączone, podanie wartości 0 wyłączy konto zaraz po wygaśnięciu hasła, a wartość -1 wyłącza tę funkcję, wartość -1 jest wartością domyślną.                                                                  |
| -g początkowa_grupa       | numer lub nazwa początkowej grupy logowania użytkownika, grupa musi istnieć, domyślnym numerem grupy jest 1. |
| -G grupa[,...]            | grupa lub lista grup, do których ma dodatkowo należeć użytkownik, każda następna grupa powinna być oddzielona od poprzedniej przecinkiem, bez spacji pomiędzy. Użytkownik domyślnie należy tylko do grupy początkowej.                                                   |
| -s powłoka                | ustawienie powłoki systemowej użytkownika, domyślnie wybierana jest domyślna powłoka systemowa. |
| -u id_użytkownika         | podanie numerycznej wartości identyfikatora użytkownika (uid). Numer ten musi być dodatni, unikatowy(chyba że zostanie użyta opcja -o. Domyślnie ustawiana jest wartość najmniejsza począwszy od wartości 100, wartości od 0 do 99 przeznaczone są dla kont systemowych. |
| -p zakodowane_hasło       | tutaj należy podać hasło w formie zakodowanej. |
| -L                        | użycie tej opcji zablokuje hasło konta użytkownika. |
| -U                        | odblokowanie hasła konta użytkownika. |
| -l nowa_nazwa_użytkownika | stara nazwa użytkownika zostanie zamieniona na nową, tutaj należy również pomyśleć o zmianie nazwy katalogu domowego. |
| nazwa_użytkownika         | tutaj należy podać nazwę nowego konta dla użytkownika. |

## Przykłady
- Wywołanie usermod polecenia bez opcji ani nazwy użytkownika ukaże opcje dostępne dla polecenia:

```
     # usermod
     usage: usermod  [-u uid [-o]] [-g group] [-G group,...]
                     [-d home [-m]] [-s shell] [-c comment] [-l new_name]
                     [-f inactive] [-e expire ] [-p passwd] [-L|-U] name
```

- Zmiana katalogu domowego użytkownika 'jimbo', bez przeniesienia zawartości katalogu:

```
     # usermod -d /users/home jimbo
```

- Zmiana katalogu domowego użytkownika 'jimbo', z przeniesieniem zawartości katalogu:

```
     # usermod -d /users/home -m jimbo
```

- Zmiana loginu użytkownika 'jimbo' na 'janek', z przeniesieniem jego zawartości katalogu:

```
     # usermod -d /users/home -m -l janek jimbo
```

- Zmiana powłoki systemowej użytkownika 'janek':

```
     # usermod -s /bin/sh janek
```

- Dodanie użytkownika 'janek' do grup floppy, wheel oraz video:

```
     # usermod -G floppy,wheel,video janek
```

## Powiązane z tematem pliki
Poniżej w tabelce wypisane są pliki, które zawierają informację o kontach użytkowników, grupach, itd...
| Plik        | Opis                                             |
| ----------- | ------------------------------------------------ |
| /etc/passwd | plik z kontami użytkowników.                     |
| /etc/shadow | zabezpieczona informacja o kontach użytkowników. |
| /etc/group  | plik z informacją o grupach.                     |

## Inne polecenia do zarządzania kontami użytkownika
- useradd - polecenie służące do dodawania nowych kont użytkowników.
- userdel - polecenie służące do usuwania kont użytkowników.
- users - wyświetlenie nazw zalogowanych użytkowników.
- passwd - polecenie służące do zmiany hasła do kont użytkowników.
- groups - polecenie wyświetlające do jakich grup należy konto użytkownika.
- groupadd - polecenie służące do dodawania grup.
- groupmod - polecenie służące do modyfikacji grup.
- groupdel - polecenie służące do usuwania grup.
- chfn - polecenie służące do zmiany informacji fingerowej.
- chsh - polecenie do zmiany zgłoszeniowej powłoki systemowej.